# 제2회 전국동시지방선거 진도군의회
다음은 제2회 전국동시지방선거의 진도군의회의원 선거결과를 정리한 문서이다. 해당 선거에서 진도군의회는 지역구의원 7명을 선출했다.

## 지역구 선거 결과
|  | 42.69% |

|  | 41.63% |

|  | 15.66% |

|  | 58.47% |

|  | 41.52% |

|  | 40.08% |

|  | 32.73% |

|  | 27.18% |

|  | 51.14% |

|  | 48.85% |

|  | 59.15% |

|  | 40.84% |

|  | 51.24% |

|  | 48.75% |

|  | 54.00% |

|  | 45.99% |